# Наволокский район
Наволокский район — административно-территориальная единица в составе Ивановской области РСФСР, существовавшая в 1935—1958 годах. Административный центр — рабочий посёлок, с 1938 года город Наволоки.
Наволокский район образован 25 января 1935 года. В район вошло 19 сельсоветов: Безносовский, Белоноговский, Быковский, Воздвиженский, Воронинский, Георгиевский, Есиплевский, Ивашевский, Карцевский, Колшевский, Корниловский, Лопатинский, Наволокский, Назаровский, Новлянский, Панафидинский, Тарасихинский, Челесниковский, Шибановский.
18 июня 1954 года часть сельсоветов была объединена: Безносовский с/с присоединён к Ивашевскому, Карцевский — к Белоноговскому, Воронинский и Георгиевский — к Новлянскому, Панафидинский — к Шибановскому, Быковский и Лопатинский — к Воздвиженскому. Назаровский и Челесниковский с/с объединены в Дмитриевский с/с.
29 августа 1958 года Наволокский район был упразднён, а его территория разделена между Кинешемским (Наволокский и Тарасихинский с/с) и Заволжским (остальная территория) районами.